# احمد عبد
احمد عبد (عربی: أحمد عبد؛ زادهٔ ۳۰ مارس ۱۹۹۰) بازیکن فوتبال اهل اسرائیل است.
از باشگاه‌هایی که در آن بازی کرده‌است می‌توان به باشگاه فوتبال هاپوئل ایرونی کریات‌شمونا اشاره کرد.
وی همچنین در تیم‌های ملی فوتبال زیر ۲۱ سال اسرائیل و اسرائیل بازی کرده‌است.